# مکزون سنجاری
مکزون سنجاری (۱۱۸۷-۱۲۴۰) ادیب، مؤلف، شاعر صوفی و فقیه علوی بود.

## زندگی
نام و نسب کاملش «عزالدین ابومحمد حسن المکزون بن یوسف بن مکزون بن خضر بن عبدالله بن محمد سنجاری» ذکر شده است. در ۱۱۸۷م/ ۵۸۳ق در سنجار به دنیا آمد. نزد پدرش قرآن حفظ کرد و دیوان اشعار بزرگان عرب را بررسی کرد. به علم کلام و فلسفه و ادبیات صوفیانه احاطه داشت.

## آثار
- تزکیة النفس فی معرفة بواطن العبادات الخمس